# Горри, Джон
Джон Го́рри (англ. John B. Gorrie; 1803—1855) — американский врач и учёный, изобретатель системы механического охлаждения.

## Биография

### Ранние годы
Джон Горри родился 3 октября 1803 года на острове Невис, что в группе Наветренных островов в Вест-Индии, у родителей шотландского происхождения. Детство своё провёл в Южной Каролине, США. Получил медицинское образование в Колледже врачей и хирургов Западного округа Нью-Йорка в Фэрфилде, штат Нью-Йорк.
В 1833 году переехал в Апалачиколу, штат Флорида, портовый город на побережье Мексиканского залива. Там Горри не только работал постоянным врачом в двух больницах, но и активно участвовал в жизни общины. В разное время он служил членом совета, почтмейстером, президентом Апалачикольского отделения Банка Пенсаколы (Bank of Pensacola’s Apalachicola Branch), секретарём масонской ложи, являлся одним из основателей Троицкой епископальной церкви (Trinity Episcopal Church).
Медицинские исследования доктора Горри включали изучение тропических болезней. В то время была распространена гипотеза о том, что причиной этих заболеваний является плохой воздух — малярия (итал. mala aria означает «плохой воздух»). Основываясь на этой теории, Горри призывал осушать болота и охлаждать больничные комнаты. Для охлаждения комнат он подвешивал к потолку таз со льдом; холодный воздух, будучи более тяжёлым, стекал к пациенту, а затем уходил через отверстие возле пола.

### Эксперименты с искусственным охлаждением
Поскольку лёд необходимо было перевозить на лодках с северных озёр, Горри решил экспериментировать с созданием искусственного льда. В 1845 году он оставил медицинскую практику и сосредоточился на проекте по созданию агрегата, способного охлаждать воздух. В результате Горри сконструировал первый в мире компрессор, сжимавший воздух, который затем, проходя через змеевик, расширялся и охлаждался. Этот принцип по сей день используется во всех холодильных установках и кондиционерах. На основе этого изобретения Джон Горри построил машину для производства льда. 6 мая 1851 года он получил на неё патент № 8080. Оригинальная модель этой машины и научные статьи, написанные Горри, хранятся в Смитсоновском институте. Однако патенты на «аппарат и средства для производства льда и охлаждающих жидкостей» уже были выданы в 1835 году в Англии и Шотландии изобретателю американского происхождения Джейкобу Перкинсу, который стал известен как «отец холодильника». Горри стремился собрать деньги на производство своей машины, совершал поездки по южным городам с целью найти финансовую поддержку, но затея потерпела неудачу, когда умер его партнёр. Джон был вынужден вернуться к своему прежнему занятию и до конца жизни проработал врачом.
Униженный критикой, подвергшийся финансовому краху и ухудшению здоровья, Горри скончался в уединении 29 июня 1855 года. Он был похоронен на Магнолийском кладбище (Magnolia Cemetery).

## Памятники и мемориалы
- В Апалачиколе площадь Горри названа в его честь. На площади находятся его могила, памятник, Государственный музей Джона Горри (John Gorrie Museum State Park) и Муниципальная библиотека Апалачиколы (Apalachicola Municipal Library).
- Мост Джона Горри (John Gorrie Bridge) через залив Апалачикола соединяет город Апалачиколу с Истпойнтом.
- В 1914 году штат Флорида передал статую Горри скульптора Эдриана Пилларса Залу национальной скульптурной коллекции в Капитолии[5].
- Средняя школа Джона Горри в Джэксонвилле (ныне это жилой дом под названием «Джон Горри») и начальная школа Джона Горри в Тампе названы в его честь.
- Летом 2016 года был открыт John Gorrie Dog Park в парке Риверсайд в Джэксонвилле, штат Флорида.
- Именем Джона Горри был назван один из кораблей типа «Либерти», принимавший участие во Второй мировой войне.
- Премия Джона Горри присуждается каждый год выпускнику Медицинского колледжа Флоридского университета (University of Florida College of Medicine), который считается лучшим студентом по общей успеваемости и обещает стать практиком высочайшего уровня.